# William J. Driver

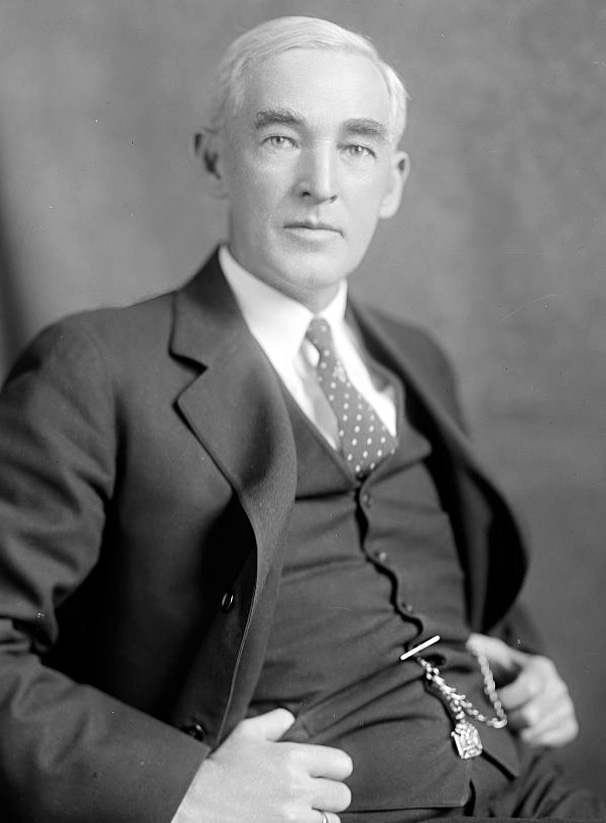
William J. Driver

William Joshua Driver (* 2. März 1873 bei Osceola, Mississippi County, Arkansas; † 1. Oktober 1948 ebenda) war ein US-amerikanischer Politiker. Zwischen 1921 und 1939 vertrat er den ersten Wahlbezirk des Bundesstaates Arkansas im US-Repräsentantenhaus.

## Werdegang
Nach der Grundschule studierte William Driver Jura und wurde im Jahr 1894 als Rechtsanwalt zugelassen. Daraufhin begann er seinen neuen Beruf in seinem Heimatort Osceola auszuüben. Politisch schloss er sich der Demokratischen Partei an. Zwischen 1897 und 1899 war er Abgeordneter im Repräsentantenhaus von Arkansas. Von 1911 bis 1918 amtierte Driver als Richter im zweiten juristischen Bezirk des Staates Arkansas. Im Jahr 1918 war er auch Delegierter auf einer Versammlung zur Überarbeitung der Staatsverfassung von Arkansas.
1920 wurde Driver im ersten Distrikt von Arkansas in das US-Repräsentantenhaus in Washington, D.C. gewählt, wo er am 4. März 1921 den in den Senat gewechselten Thaddeus H. Caraway ablöste. Nachdem er bei den folgenden acht Wahlen jeweils bestätigt wurde, konnte er bis zum 3. Januar 1939 insgesamt neun Legislaturperioden im Kongress absolvieren. In diese Zeit fielen die Weltwirtschaftskrise, die 1929 begann, und die Aufhebung des Prohibitionsgesetzes im Jahr 1933. 1932 war Driver Delegierter zur Democratic National Convention, auf der Franklin D. Roosevelt als Präsidentschaftskandidat der Partei nominiert wurde.
In den Vorwahlen des Jahres 1938 verlor Driver gegen Ezekiel Candler Gathings, der dann die Nominierung der Demokraten für das bis dahin von Driver ausgeübte Mandat erhielt und in der Folge auch zu dessen Nachfolger im Kongress gewählt wurde. In den folgenden Jahren bis zu seinem Tod im Jahr 1948 arbeitete Driver wieder als Anwalt in Osceola. Dort war er auch im Bankgeschäft tätig.